# Buis-sur-Damville
Pour les articles homonymes, voir Buis (homonymie) et Damville.
Buis-sur-Damville est une ancienne commune française située dans le département de l'Eure, en région Normandie intégrée le 1er janvier 2019 à Mesnils-sur-Iton.

## Géographie

### Localisation
| Sylvains-lès-Moulins (comm. dél. de Sylvains-les-Moulins) | Chambois (comm. dél. de Corneuil) | Chavigny-Bailleul              |
| Mesnils-sur-Iton (comm. dél. de Damville) Roman           | Buis-sur-Damville                 | Moisville Marcilly-la-Campagne |
|                                                           | Grandvilliers, Droisy             |                                |

La commune de Buis-sur-Damville est composée de 24 hameaux : Bières, Boissy, Creton, Ecorchevez, la Bretonnie, la Bourdonnière, la Briqueterie, la Gâtine, le Bois-Giroult, la Rachée, le Boulay, le Gros Breuil, le Coudray, la Cunelle, le Gérier, le Fay, le Tilleul, les Bas Chemins, les Erreux, Morainville, Pommereuil, Saint-Mamert, Saugueuse pour une surface totale de 2 456 hectares.
Buis-sur-Damville est née en 1972 de la fusion des 3 communes de Boissy-sur-Damville, Créton et Morainville-sur-Damville.
La population (les Buxéens) compte 875 habitants au 1er janvier 2009.
L'altitude à la mairie est de 159 mètres.

## Toponymie
La forme latinisée busseium  de l'ancienne commune Boissy-sur-Damville fait référence à la présence de « buis ».
Damville fait référence à la localité de Damville.

## Histoire
Buis-sur-Damville est née le 31 décembre 1971 de la fusion des 3 communes de Boissy-sur-Damville, Créton et Morainville-sur-Damville mais les trois communes qui l'ont formée ont une existence beaucoup plus ancienne.
En effet, si l'on se réfère au Dictionnaire Historique des Communes de l'Eure, de Charpillon, on en trouve des traces dès les environs de l'an 1000.
Voir les articles dédiés :
- Histoire de Boissy-sur-Damville ;
- Histoire de Créton ;
- Histoire de Morainville-sur-Damville.

L'objectif de fusion de communes a été poursuivi en 2015 et la réunion entre les communes de Buis-sur-Damville, Grandvilliers, L'Hosmes et Roman a fait l'objet d'une discussion entre les parties. Le conseil municipal de Buis-sur-Damville a décidé de ne pas poursuivre en ce sens.
Avant la création de la région Normandie en 2016, la commune appartenait à l'ancienne région Haute-Normandie.
Par un arrêté préfectoral du 20 novembre 2018, la commune intègre avec Grandvilliers et Roman la commune nouvelle de Mesnils-sur-Iton le 1er janvier 2019. Du  1er janvier 2019 jusqu'au 1er juin 2022, Buis-sur-Damville a été constituée commune déléguée au sein de Mesnils-sur-Iton jusqu'à la suppression de ce statut par délibération du conseil municipal.

## Politique et administration
| Période                                  | Période    | Identité       | Étiquette | Qualité     |
| ---------------------------------------- | ---------- | -------------- | --------- | ----------- |
| Les données manquantes sont à compléter. |            |                |           |             |
| mars 2001                                | 2014       | André Maille   |           |             |
| mars 2014                                | 31/12/2018 | Régis Roulleau | DVD       | Agriculteur |

L'école de Buis-sur-Damville (hameau de Boissy) accueille les enfants de Buis-sur-Damville, Grandvilliers et Roman : c'est un regroupement pédagogique qui s'appelle le syndicat intercommunal scolaire Damville-sud. À la rentrée 2011, 160 écoliers étaient inscrits.

## Démographie
L'évolution du nombre d'habitants est connue à travers les recensements de la population effectués dans la commune depuis 1793. Pour les communes de moins de 10 000 habitants, une enquête de recensement portant sur toute la population est réalisée tous les cinq ans, les populations de référence des années intermédiaires étant quant à elles estimées par interpolation ou extrapolation. Pour la commune, le premier recensement exhaustif entrant dans le cadre du nouveau dispositif a été réalisé en 2004.

En 2016, la commune comptait 991 habitants, en évolution de +1,43 % par rapport à 2010 (Eure : −0,25 %, France hors Mayotte : +2,11 %).
| 1793 | 1800 | 1806 | 1821 | 1831 | 1841 | 1846 | 1851 | 1856 |
| ---- | ---- | ---- | ---- | ---- | ---- | ---- | ---- | ---- |
| 290  | 232  | 310  | 223  | 252  | 240  | 257  | 215  | 215  |

| 1861 | 1866 | 1872 | 1876 | 1881 | 1886 | 1891 | 1896 | 1901 |
| ---- | ---- | ---- | ---- | ---- | ---- | ---- | ---- | ---- |
| 202  | 209  | 217  | 217  | 195  | 200  | 204  | 194  | 188  |

| 1906 | 1911 | 1921 | 1926 | 1931 | 1936 | 1946 | 1954 | 1962 |
| ---- | ---- | ---- | ---- | ---- | ---- | ---- | ---- | ---- |
| 210  | 203  | 177  | 166  | 162  | 149  | 178  | 148  | 141  |

| 1968 | 1975 | 1982 | 1990 | 1999 | 2004 | 2006 | 2009 | 2014 |
| ---- | ---- | ---- | ---- | ---- | ---- | ---- | ---- | ---- |
| 119  | 433  | 522  | 638  | 768  | 864  | 854  | 962  | 988  |

| 2016 | - | - | - | - | - | - | - | - |
| ---- | - | - | - | - | - | - | - | - |
| 991  | - | - | - | - | - | - | - | - |

## Culture locale et patrimoine

### Lieux et monuments
- L'église de Morainville, dédiée à sainte Radegonde, est un monument  Inscrit MH (1926)[11].

L'édifice cultuel est un grand rectangle construit en blocage de silex formant chœur, bas-côté au nord de la nef et sacristie au sud du chœur, le tout sous une même toiture. Les murs sont percés de trois fenêtres en plein cintre et de baies rectangulaires, deux en pierre du XVIIe siècle au nord du chœur, deux en briques du XIXe siècle au nord de la nef. Dans cette chapelle on trouve un très vieux coffre en bois du XVIIe siècle. Ce coffre est fermé par des grosses ferrures et une serrure de sécurité. Ce devait être le coffre de la fabrique de l'église de Morainville. Il contenait certainement, jadis, des titres, rentes de cette fabrique et peut-être de l'argent. À l'arrière de l'église, sur le bas-côté nord, se trouvent les fonts baptismaux en pierre (XVIe siècle) et sur le pilier proche un tronc en bois du XVIIIe siècle. De cette prise de vue, de l'autel vers l'entrée, il est possible d'apercevoir sur les piliers de bois une bande de peinture noire à 2,60 m du sol ; il s'agit de litres seigneuriales, qui sont des ceintures funèbres (en dehors ou, comme ici, dans l'église) sur lesquelles sont peintes les armes de ceux dont on veut honorer la mémoire. Sur deux des piliers séparant la nef du bas-côté nord, des écussons sont peints sur le revêtement noir. Ils sont en mauvais état. Sur l'une, il est possible de deviner les armes de la famille de La Boulaye qui posséda pendant plusieurs siècles le fief du Grand Gérier, sur l'autre se trouve probablement la litre des Quicarnon, seigneur de Morainville au cours des XVIIe et XVIIIe siècles.
- La pierre pécoulée, d'abord mentionnée sous la forme latinisée (ad Petram Peculatam (XIIe siècle), puis petra Pecoulee dans une charte de 1241 ou 1242, est un monument mégalithique datant du néolithique et détruit vers 1865[13].
- L'église Notre-Dame, à Créton, non inscrite.
- L'église Saint-Martin de Boissy, non inscrite.

### Patrimoine culturel
Les films suivants ont été partiellement tournés à Buis-sur-Damville : Mais où sont passées les jeunes filles en fleurs ? (1975), de Jean Desvilles et Tel père, tel fils (1975), du même Jean Desvilles[source insuffisante].

### Personnalités liées à la commune
- Alain Passard (1956-), restaurateur, propriétaire du château de Bois-Giroult, dont le potager alimente son restaurant trois étoiles L'Arpège rue de Varenne à Paris[15].
- Serge Pozzoli (1915-1992), propriétaire du château du Gérier sur la commune, il y établit le musée du Gérier.
- Jordy (1988-), chanteur, ancien propriétaire du château de Bois-Giroult, devenue à ce jour la propriété d’Alain Passard.

### Héraldique
| Blason de Buis-sur-Damville | Blason  | Taillé: au 1er de gueules au léopard d'or armé et lampassé d'azur, au 2e d'argent au trèfle de gueules et à la quintefeuille du même rangés en barre, à la branche de buis de sinople posée en barre et brochant sur la partition. |
| Blason de Buis-sur-Damville | Détails | Le léopard d'or des armoiries de Buis-sur-Danville rappelle les armoiries de la Normandie. Création Denis Joulain. Adopté le 16 janvier 2018.                                                                                      |